# Kawoyang
Kawoyang is een bestuurslaag in het regentschap Pandeglang van de provincie Banten, Indonesië. Kawoyang telt 1835 inwoners (volkstelling 2010).